# Visluizen (familie)
Visluizen (Argulidae) vormen een familie van kreeftachtigen binnen de orde Arguloida.

## Kenmerken
De kop en het eerste thoraxsegment zijn versmolten, verder bezitten ze 3 losse thoraxsegmenten en een tweelobbig achterlijf. De monddelen zijn aangepast aan hun parasitaire leefwijze op vissen.

## Verspreiding en leefgebied
Ze komen voor zowel voor in zoet als zout water.

## Infecties
Door hun parasitaire leefwijze en het zuigen van bloed kunnen ze vissen aantasten, zodat deze lichte of secundaire schimmelinfecties kunnen oplopen, soms met dodelijke afloop.

## Geslachten
- Argulus O.F. Müller, 1785
- Chonopeltis Thiele, 1900
- Dipteropeltis Calman, 1912
- Dolops Audouin, 1837